# Заречье (Белогорский район, Хмельницкая область)
Заречье (укр. Заріччя) — село в Белогорском районе Хмельницкой области Украины.
Население по переписи 2001 года составляло 72 человека. Почтовый индекс — 30210. Телефонный код — 3841. Занимает площадь 0,049 км². Код КОАТУУ — 120781302.

## Местный совет
30210, Хмельницкая обл., Белогорский р-н, с. Малая Боровица, ул. Омельчука, 26